# 北村昭博
北村 昭博（きたむら あきひろ、1979年3月26日 - ）は、日本の俳優である。本名同じ。
高知県高知市出身。土佐塾中学校・高等学校卒業。身長170cm。体重68kg。SHEER TALENT MANAGEMENT所属。

## 来歴・人物
土佐塾中学校・高等学校在学中に家族旅行でアメリカへ行ったことで現地の自由な雰囲気に刺激を受け、ハリウッドで映画を勉強する決意をする。担任に大反対されるも、母親に後押しされ、高校卒業後に渡米。日本人の多い都会に行くと英語を話す機会が少なくなると考え、最初にノースカロライナ州の大学で英語と映画制作を学び、その後ロサンゼルスへ移住する。
ロサンゼルスの演劇学校The Beverly Hills Playhouse(ビバリーヒルズ・プレイハウス)で演劇と監督術を5年間学び、在学中にダニエル・ボールドウィン出演の長編映画『I'll Be There With You』(邦題：LAマザーファッカーズ)を監督する。
2008年にアメリカの人気リアリティー番組「New York Goes to Hollywood」や「From G's to Gents」に仕掛け役で出演。北村は「From G's to Gents」で黒人ギャングたちに女体盛りの食べ方を指導する日本人男性を演じていた。そんな彼をテレビで見た、『硫黄島からの手紙』などの作品のキャスティングディレクターを務めたユミ・タカダが彼を『ムカデ人間』のオーディションに誘った。
ロバート・デニーロやアル・パチーノが実践することで知られるメソッド演技法をアメリカで学んだ北村は、『ムカデ人間』のカツロー役で、今までにない日本人像を求める。リサーチをしていくなかで、ボクシングの亀田三兄弟の父親である亀田史郎とやくみつるがワイドショーで口論を繰り広げる動画をYouTubeで発見。インパクトのある関西弁を喋る亀田史郎をモデルにして、その役作りをした。『ムカデ人間』の脚本には台詞が書かれておらず、ほとんどが北村の即興だった。
「大人しくて礼儀正しい日本人」のイメージを壊す大胆な演技が評価され、2009年に人気ドラマシリーズ「HEROES/ヒーローズ」のタダシ役に抜擢される。連続ドラマのエピソードの中でストーリーのカギとなるゲストスターの役に、当時日本での芸能活動の経験がない北村が抜擢されたことは話題となった。
2010年のゆうばり国際ファンタスティック映画祭に『ムカデ人間』が招待され、同映画祭で入江悠監督と出会う。「SR サイタマノラッパー」シリーズに出演したいと願っていた北村は、『ムカデ人間』日本公開時に入江監督とトークショーをした際に、「SRサイタマノラッパー ロードサイドの逃亡者の公開オーディション」と自ら宣言し、観客の前で熱いラップを披露。その2週間後に入江監督から同作への出演オファーをされた。
ツイッターでフジテレビのテレビドラマプロデューサーである村瀬健とつながり、2013年の大型時代劇「女信長」の滝川一益の役に抜擢される。現場ではムードメーカーとして伊勢谷友介や中村獅童など周囲の人間に愛されていた。中村獅童は北村の才能を「天才」と称している。
1932年に開催されたロサンゼルスオリンピックの水泳1500m自由形で金メダルを獲得した北村久寿雄を大伯父に持つ。
2016年2月28日には、アメリカを中心にモデルとして活動し数多くのワールドワイドキャンペーンに登場している川和美輝との結婚を発表した。

## エピソード
- 2007年にハリウッドで映画を撮るために渡米した園子温監督の通訳を務め、2人でハリウッドの映画会社に企画の持ち込みをした。20世紀フォックスの重役やMTVの副社長などを相手に、園監督が「侍ゾンビと対決する女子高生のパンチラが見える」ことがセールスポイントの映画の企画などを売り込むのを助けた。この時の体験に影響され、けんか、ホラー、パンチラやおっぱいで勝負をしたくなった園監督は帰国後に『愛のむきだし』を撮ることになる[12]。
- あまりに独創的すぎるコンセプトの『ムカデ人間』に出演するべきかどうか迷ったので、日本にいる母親に電話をかけ、「俺、ムカデ人間になるかもしれない」と相談をした。すると、『ホステル』などのホラー映画が好きな京都大学出身のインテリである母親に、「ぜひやりなさい」と後押しされ、出演の決意をする[13]。
- クエンティン・タランティーノ監督がアメリカで公開初日を迎えた『ムカデ人間』を劇場に観に来る。高校時代からタランティーノに憧れていた北村は興奮し、舞台挨拶で「みなさんこんにちわ〜、マザーファッカー！」と叫び、タランティーノ監督を喜ばせた。北村はタランティーノ監督に、「お前の映画はファンタスティックだ！」と言われて、感激した[14]。
- 『SRサイタマノラッパー ロードサイドの逃亡者』の極悪ラッパーであるMC林道の役作りで、体重を増やすために毎日ステーキを食べていた[8]。
- 『SRサイタマノラッパー ロードサイドの逃亡者』での乱闘シーンの撮影中に、指輪をはめた相手役の役者の拳が北村の顔面にヒットする。その場にいた全員が凍りついたが、長回しでの撮影のためにそこで止めるとそのカットは使えなくなることから、皆で演技を続けた。カットがかかり、OKが出た瞬間に、北村は「このカット使われるんだ」と安堵し、救急車で病院に運ばれた[15]。

## 出演

### 映画
| 公開年        | 邦題 原題                                          | 役名       | 備考         |
| ------------- | -------------------------------------------------- | ---------- | ------------ |
| 2004          | Porno                                              | アキ       | 映画デビュー |
| 2006          | LAマザーファッカー I'll Be There with You          | アキ       | 兼監督       |
| 2007          | Blinded by Beauty                                  | Director   | (short)      |
| 2009          | ムカデ人間 The Human Centipede (First Sequence)    | カツロー   |              |
| 2011          | Nipples & Palm Trees                               | フィル     |              |
| 2012          | SRサイタマノラッパー ロードサイドの逃亡者          | MC林道     |              |
| 2013          | クソすばらしいこの世界                             | マサノリ   |              |
| 2013          | 地獄でなぜ悪い                                     | ヒットマン |              |
| 2014          | TOKYO TRIBE                                        | ムカデ     |              |
| 2014          | OPERATION BARN OWL                                 | ケヴィン   |              |
| 2015          | ムカデ人間3 The Human Centipede 3 (Final Sequence) | Inmate 333 |              |
| 2016          | KARATE KILL/カラテ・キル                           | 日本人青年 |              |
| 2017          | 新宿スワンII                                       | モリケン   |              |
| 2018          |                                                    |            |              |
| The Silk Road | Ryusuke                                            |            |              |
| 2020          | Miss.エージェント                                  | リー医師   |              |

### テレビドラマ
- New York Goes to Hollywood（2008年、VH1） - 日本人ディレクター 役
- From G's to Gents（2008年、MTV） - ビジネスマン 役
- HEROES/ヒーローズ（2009年、NBC）- タダシ 役
- Loiter Squad（2012年、CARTOON NETWORK）
- 女信長（2013年春、フジテレビ） - 滝川一益 役
- 東京ヴァンパイアホテル（2017年6月16日配信、Amazonプライム・ビデオ） - ゲン 役
- コブラ会（2022年9月9日配信、Netflix） - 若き日の佐藤 役